# Boris Khanukov
Boris Khanukov (ukrainisch Борис Григорович Хануков/Boris Grigorowitsch Chanukow; * 28. Januar 1939 in Charkow; † 16. Mai 2023 in Köln) war ein aus der Sowjetunion bzw. der heutigen Ukraine stammender Schachspieler, der zuletzt für den Deutschen Schachbund spielberechtigt war.

## Leben
Khanukov absolvierte ein Studium am Charkower Polytechnischen Institut und war im selben Institut als wissenschaftlicher Mitarbeiter tätig. Anfang der 1980er Jahre promovierte er zum Kandidaten der technischen Wissenschaften. Schachlich ausgebildet wurde er im örtlichen Pionierpalast unter der Leitung von Alexander Mazkewitsch. Im Jahr 1963 gewann er die Stadtmeisterschaft von Charkow. 1969 wurde er Erster mit einem halben Punkt Vorsprung auf Wolodymyr Sawon bei der Meisterschaft der Charkower Oblast. Seit diesem Jahr trug er den Titel Meister des Sports der UdSSR. In der ukrainischen Meisterschaft 1969 in Iwano-Frankowsk belegte er den vorletzten Platz. In den 1990er Jahren betätigte er sich als Schachlehrer. Zu seinen Schützlingen zählt unter anderem IM Artiom Tsepotan.
Im Jahre 1999 wanderte Khanukov nach Deutschland aus und spielte seither für den BSW Wuppertal. Beachtliche Erfolge erzielte er im Seniorenschach. Bei der Europäischen Senioren-Meisterschaft 2002 in Saint Vincent teilte er den zweiten Platz mit Jānis Klovāns, Jacob Murey und Mark Taimanow. Ebenfalls 2002 wurde er Sieger in der Gesamtwertung beim Senioren-Deutschland-Pokal. Gute Platzierungen holte er bei den Deutschen Einzel- und Mannschaftsmeisterschaften der Senioren. Im März 2009 verlieh ihm die FIDE den Titel eines Internationalen Meisters. Die Normen hierfür erspielte er sich in den Turnieren der Senioren 2006 in Davos (EM), 2007 in Hockenheim (EM) und 2008 in Bad Zwischenahn (WM) mit Siegen gegen Spieler wie Klovāns, Vlastimil Jansa und Algimantas Butnorius.
| Hier fehlt eine Grafik, die leider im Moment aus technischen Gründen nicht angezeigt werden kann. Wir arbeiten daran! |